# Daniel Ortiz
Daniel Ortiz (Taubaté, 4 de abril de 1972) é um autor brasileiro.

## Vida pessoal
Formado em Relações Internacionais, trabalhou na Anistia Internacional, em Londres, na ONU, na Dinamarca e na Unesco, na África. Em 1997, fez um curso de roteiro no American Film Institute em Los Angeles e depois mudou-se para o Peru, onde trabalhou para o canal de Televisão Frequencia Latina e Iguana Producciones. Em 2002, mudou-se para o México, onde residiu até 2009.  

## Carreira
Em 1998 estreou como roteirista do programa infantil Chiquitoons de Frequencia Latina, no Perú. Entre 2002, no México, foi roteirista da primeira temporada do reality show La Academia, na TV Azteca. Em 2003 entregou para o canal mexicano Televisa a sinopse de uma telenovela intitulada Laços de Ódio, durante uma ação da emissora para revelar novos autores. Em 2009 morou em Dubai, quando foi convidado pela MBC 1 para escrever uma telenovela, intitulada Between Love and Past (بين الماضي والحب em árabe), porém atrasos na produção fizeram com que sua realização fosse adiada, embora Daniel tenha entregue todos os capítulos escritos naquele ano. A novela só foi gravada entre 2010 e 2011 e exibida entre 21 de janeiro e 12 de maio de 2012, quando Daniel já não morava mais no país, se tornando a primeira novela de longa duração do Oriente Médio.
Em 2010 ingressou na Rede Globo como colaborador de Sílvio de Abreu em Passione e, posteriormente, em Guerra dos Sexos. Em 2014 é promovido à autor principal quando foi encarregado de desenvolver a história de Alto Astral a partir da história original deixada por Andréa Maltarolli antes de morrer, desenvolvendo a trama dela. Em 2016 escreveu Haja Coração, remake de Sassaricando, novela de Sílvio de Abreu, que foi autor principal de Passione e Guerra dos Sexos e supervisor de texto de Alto Astral.
Em 2020 escreveu sua terceira novela, Salve-se Quem Puder.
Já em 2024 escreveu sua quarta novela, Família É Tudo, sendo a novela mais desafiadora que ele fez relata ele.

## Filmografia

### Televisão
| Ano       | Trabalho                    | Escalação           | Emissora          | Parceiros titulares |
| --------- | --------------------------- | ------------------- | ----------------- | ------------------- |
| 1998      | Chiquitoons                 | Roteirista          | Latina Televisión |                     |
| 2002      | La Academia                 | Roteirista          | TV Azteca         |                     |
| 2010      | Passione                    | Colaborador         | TV Globo          | Silvio de Abreu     |
| 2012      | Guerra dos Sexos            | Colaborador         | TV Globo          | Silvio de Abreu     |
| 2012      | Between Love and Past       | Autor principal     | MBC 1             |                     |
| 2014–2015 | Alto Astral                 | Autor principal     | TV Globo          | Andréa Maltarolli   |
| 2016      | Haja Coração                | Autor principal     | TV Globo          |                     |
| 2018      | Malhação: Vidas Brasileiras | Supervisor de texto | TV Globo          | Patrícia Moretzsohn |
| 2020–2021 | Salve-se Quem Puder         | Autor principal     | TV Globo          |                     |
| 2024      | Família É Tudo              | Autor principal     | TV Globo          |                     |

### Cinema
| Ano  | Trabalho           | Escalação  |
| ---- | ------------------ | ---------- |
| 2010 | Segurança Nacional | Roteirista |